# Yahya ibn Àssad
Yahya ibn Àssad (mort el 856) fou un governador samànida de la regió de Shash centrada a Taixkent aleshores anomenada Binkath (819–841/842) i després de Samarcanda (841/842–856). Era fill d'Àssad ibn Saman-khuda.
El 819 el governador de Khurasan, Ghassan ibn Abbad, li va concedir el govern de la regió de Shash; el seu germà Nuh ibn Àssad va rebre al mateix temps el govern de Samarcanda i un tercer germà, Ilyas ibn Àssad, el d'Herat. Els tres germans rebien aquestos govern en recompensa per haver ajudat al califa al-Mamun contra el rebel Rafi ibn al-Layth. A la mort del seu germà Nuh, va rebre el govern de Samarcanda mentre un altre germà, Àhmad ibn Àssad, fou nomenat governador de la regió de Transoxiana amb centre a Bukharà, amb autoritat sobre Yahya. Aquest ja devia ser gran i va governar sense gaire poder fins a la seva mort vers 856. Àhmad llavors va agafar personalment el govern de Samarcanda.